# Municipio Libertador (Monagas)
Libertador es uno de los 13 municipios que conforman el estado Monagas, en Venezuela. Su capital es la población de Temblador. Tiene una superficie de 2402 kilómetros cuadrados (927,4 mi²) y, según estimaciones del INE, su población para 2023 será de 61 450 habitantes. El municipio está integrado por cuatro parroquias: Chaguaramas, Las Alhuacas, Tabasca y Temblador (Libertador).
Históricamente estuvo vinculado hasta 1994 con el antiguo distrito Sotillo de Monagas, pero, el 27 de septiembre de ese año, consiguió su autonomía. El municipio Libertador goza de importancia económica en la región por estar ubicado dentro de la Faja Petrolífera del Orinoco, aunque todavía hay un predominio de la ganadería extensiva.

## Historia
El municipio Libertador honra con su nombre al padre de la patria; está localizado en la zona sur del Estado, y en virtud de la Ley de División Política Territorial de 1994, a su jurisdicción están adscritas las parroquias Las Alhuacas, Chaguaramas y Tabasca. Su capital es Temblador, población fundada a comienzos de la década del siglo pasado, en el sitio conocido como “Paso Viejo” y catapultado poblacionalmente, a partir de entonces, al calor de la industria petrolera. Su denominación guarda relación con el pez del mismo nombre, acerca del cual, en la citada obra de Domingo Rogelio León, leemos: “El temblador es un pez de agua dulce, abundante en casi todos los ríos y caños del suroeste del Estado Monagas. En edad adulta llega a medir más de un metro de extensión y está capacitado para generar y disparar una carga eléctrica capaz de derribar y hasta matar a un hombre u otro animal más corpulento como un caballo o una res”. Se dice que cuando los petroleros norteamericanos llegaron a este sitio, la anguila proliferaba de tal forma que en los ríos y caños se dificultaban las actividades.
La localidad de Temblador tiene registros documentales que datan del año 1803, lo que confirma su existencia como asentamiento desde inicios del siglo xix. Existen títulos de propiedad de tierras, partidas de nacimiento y actas de defunción debidamente legalizadas en los Registros Principales de Cumaná, Maturín y Barrancas, que respaldan la continuidad histórica y jurídica del pueblo.
El primer comisario de Policía registrado en Temblador fue Francisco Trejo, quien ejerció funciones en el año 1890, marcando el inicio de la institucionalidad local. Asimismo, la primera niña nacida en Temblador con partida de nacimiento registrada fue Matea Concepción Ramírez, hecho que también forma parte del acervo documental que certifica la antigüedad del poblado.
Hasta el año 1963 Temblador dependió del municipio Tabasca y pasa a ser municipio foráneo de Barrancas del Orinoco. En ese mismo año se crea en Temblador la prefectura y la Junta Comunal. Las familias más nombradas del sigo son; Rodríguez, Robles, Martínez, Inagas, González, Ramírez, Pérez y Benavidez.
El 20 de agosto de 1983 la Asamblea Legislativa del estado declara la creación del Consejo Municipal del Municipio Libertador, de acuerdo a lo establecido en la ley de División Político Territorial del Estado Monagas, permitiendo la creación del municipio Libertador.
El municipio Libertador posee 102 Consejos Comunales, de los cuales La Parroquia Chaguaramas tiene 10 consejos comunales legalmente registrados.
Para el 10 de diciembre de 2017, se realizaron elecciones municipales resultando electo Miguel Presilla, para el periodo 2017-2021. Régulo Reina del Partido Comunista de Venezuela (PCV), y candidato a estas elecciones rechazó el resultado. Mientras tanto, fue juramentado como alcalde encargado Carlos Requena, el 15 de diciembre.
Después de realizarse elecciones primarias por el PSUV, fue anunciado a Carlos Requena como candidato a la alcaldía del municipio Libertador para noviembre de 2021. Donde resultó ganador en las elecciones con 42.31%. Requena, promueve la ordenanza de emprendimientos dentro del municipio para favorecer la economía. El 27 de julio de 2025, es reelecto Carlos Requena como alcalde del municipio.

## Geografía
El municipio Libertador está ubicado al suroeste del Estado Monagas, limita al norte con el municipio Maturín, al sur con los municipios Uracoa y Sotillo y el Estado Anzoátegui, al este con el municipio Uracoa y el Estado Delta Amacuro, al oeste limita con el municipio Maturín y el Estado Estado Anzoátegui. Está localizado entre altiplanicie y la planicie deltánica de Monagas con pendientes de 1 a 2 % y elevaciones que no sobrepasan los 50 m s. n. m., presenta una vegetación de bosque seco tropical, con temperatura promedio anual de 27,1 °C con una precipitación promedio anual de 1.000 mm. Entre los principales cursos de agua se encuentran el Caño Mánamo y el río Morichal Largo.

### Límites
Según la Gaceta Oficial del Estado Monagas, Reforma Parcial de la Ley de División Político Territorial del Estado Monagas, de fecha 29 de julio de 1998, los límites del Municipio Libertador son los siguientes: Por el Norte, con el Municipio Maturín, de la confluencia del río Yabo en el río Morichal Largo, aguas abajo por este último río hasta su desembocadura en el caño Mánamo; por el Este, con el Estado Delta Amacuro, el caño Mánamo desde la desembocadura del río Morichal Largo hasta el sitio llamado Boca de Tabasca o de Uracoa, de allí con el Municipio Uracoa se continúa aguas abajo por el río Tabasca hasta su confluencia con el río Uracoa; de allí con el mismo Municipio Uracoa continúa aguas arriba por el río Tabasca hasta su nacimiento en la quebrada La Danta, y de allí en línea recta hasta la confluencia de los morichales Morrocoy y Morrocoicito, y continúa en línea recta hasta la desembocadura del morichal Cachimbo en el río Uracoa, y de este punto en línea recta a la cabecera del río Los Pozos; por el Sur, el límite Oeste del Estado Monagas; comprendido entre la cabecera del río Los Pozos y el paso Morenero; por el Oeste, con el Municipio Maturín, desde el paso Morenero aguas abajo por el río Yabo hasta su con fluencia con el río Morichal Largo, punto de partida.

### Parroquias
- Parroquia Chaguaramas
- Parroquia Las Alhuacas
- Parroquia Tabasca
  - Cuenta con comunidades como Las Morochas.[12]
- Parroquia Temblador

### Flora
Variada; apamate, flamboyán, araguaney, ceiba, mango, tamarindo, jobo y moriche, entre otros.

### Fauna
La fauna en este municipio es muy variada, en la que se puede encontrar loros, pericos, azulejos, palomas sabaneras, reptiles (culebras, lagartos), cachicamos, chigüire, lapas, conejos, venado. En la fauna acuática existe una variedad de peces, como el temblador, la guabina, agua dulce, bagre, busco, entre otros.

## Infraestructura

### Transporte
La Troncal 10 es parte del municipio, tramos desde La Campechana hasta El Rosario.

## Economía
- Agrícola: sorgo, yuca, patilla.
- Ganadera: ganadería de doble propósito; ovinos y caprinos.
- Forestal: plantaciones de pino y eucaliptos; piscicultura. Al poseer parte del Bosque de Uverito, el municipio cuenta con aserraderos.[14]
- Industrial: agroindustrial, forestal maderera, petróleo y gas.

### Turismo
Presenta diversas actividades agroturismo, ecoturismo y turismo de aventura.
De igual forma, el municipio cuenta con diversos balnearios para la recreación y disfrute de los diferentes ríos que se encuentran en municipio, estos son Morichal Largo, Mantecal y Paso Mador.

## Educación
- Unidad Educativa de Chaguaramas I.[16]

### Deportes
De igual forma, practican ajedrez.

## Cultura

### Gastronomía
La gastronomía está representada por distintos platos típicos y variados dulces; predominando los alimentos derivados de la ganadería, la caza y la pesca.

#### Platos típicos
La carne en vara, que consiste en colocar trozos de carne, condimentados con sal y pimienta, en varas de madera, tipo lanzas, y cocinarlos en brazas o carbón.
La sopa de ocumo, preparada con plátano, jojoto y brotes de hoja de ocumo.
Otro plato representativo es el tronco de yuca, mezcla hecha a base de huevo revuelto con carne molida guisada, harina de trigo y yuca.

##### Pabellón criollo
Ingredientes principales:
- arroz
- caraota
- carne mechada
- plátano

Aliños:
- ajo
- pimentón
- cebolla
- ají dulce
- sal al gusto

Preparación: se hacen por separados el arroz, se guisan las caraotas, se prepara la carne mechada, primero se sancocha, luego se desmenuza y posterior se guisa, se ponen a freír los plátanos, los cuales tienen que estar maduros. Se sirve colocando en el mismo plato todos los ingredientes ya preparados.

##### Talcarí de chivo
Ingredientes principales:
- chivo

Aliños:
- ajo
- pimentón
- cebolla
- ají dulce
- curri
- orégano

Preparación: sofreír los aliños, agregar la leche de coco luego la carne de chivo y sazonar al gusto. Se puede acompañar con arroz, bola de plátano y ensaladas.

##### Bola de plátano o topocho
Ingredientes principales:
- plátano o topocho verdes
- sal

Preparación: se corta los plátanos o topochos y se ponen a sancochar con un poco de sal, cuando ya estén blandos se les quita la concha y se colocan en el Pilón hasta formar una masa homogénea, la bola de plátano.
Como bebida importante del municipio y del sur de Monagas está el ron de ponsigué, una bebida alcohólica.

#### Dulces
Dulce de leche, a base de leche y azúcar.
Preparación: se tiene que utilizar la leche cortada y esta se pone a fuego lento, se le agrega el azúcar y se va removiendo hasta alcanzar el espesor deseado.

##### Dulce de lechosa
Ingredientes principales:
- lechosa verde
- papelón
- clavo especia

Preparación: Se pela la lechosa, se pica en tiritas de un grosos de 3 a 4 cm aproximadamente, se ponen a deshidratar con los demás ingredientes hasta que estén blandas al gusto.
Otro dulce que es importante en la región es el majarete, plato hecho a base de papelón y algunas especies como canela, se presenta en estado líquido muy espeso. También esta el dulce churrucho.

### Artesanía
La artesanía de este municipio se caracteriza por tres modalidades, en la que su materia prima son el barro arcilloso, la fibra de la palma de moriche y la raíz del árbol sangrito.
Chinchorro de Moriche: Este arte consiste en tejer cuidadosamente la fibra de la palma de moriche, una vez salcochada e hilada, esta fibra es atada a palos especiales y tejida entre sí, dándole forma de sábana, que al colocarles las cabulleras en sus extremos, toma forma de chinchorro.

#### Sangrito
Este nombre se debe a que la materia prima utilizada para la elaboración de ésta artesanía, es extraída de las raíz de un árbol que lleva su nombre debido a que cuando es cortada su raíz esta tiende a sangrar; es de fácil moldeado ya que es una madera muy suave y liviana. Este material el indígena warao lo utiliza para el moldeado de figuras de animales que habitan en la selvas y ríos que ellos frecuentan.

#### Artesanía warao
Elaborada por los indígenas warao, en función del uso que se le da al objeto, sin desligarse al elemento trabajo. La materia prima son las fibras vegetales, mayormente el moriche y la madera de sangrito, con el cual tallan figuras, animales, también elaboran collares con peonías, pepa de zamuro y lágrimas de san pedro, entre otros materiales. Además, son fabricantes de arpones, boyas, escudos, flechas, velas, techos, cuerdas, horcones y puentes. La artesanía de los warao refleja su idiosincrasia organizativa, además de su mundo mágico: naturaleza, espíritu, hombre.

#### Artesanía barrancoide
Su material principal es el barro arcilloso, que luego de su moldeado es horneado y pintado, realizando figuras como: muñecas, floreros, fachadas de casas, entre otros. Finalmente se lleva a la venta, encontrándola en diferentes zonas del Estado.

### Festividades
La capital del municipio tiene como patrones a San José y a San Juan Eudes, bajo cuya advocación se erige la única iglesia católica de la ciudad de Temblador. Las fiestas en honor a San José celebran también la fundación de la ciudad en 1924. Por ello se llevan a cabo Ferias que se extienden por 5 días desde el 19 al 24 de marzo.
El 8 de septiembre se celebra el día de la Virgen del Valle patrona del oriente de Venezuela. Se realizan procesiones y actividades culturales en la plaza de la Iglesia.
Las parroquias aledañas también realizan fiestas patronales en los días que corresponde a su santo. Así son famosas las fiestas patronales de El Corozo, El Fangal y Las Alhuacas (15 de mayo).
Otras actividades célebres son los famosos Piques Fangueros, celebrados en fincas de El Fangal, en donde se pone a prueba el rustiqueo de los vehículos 4x4 todo terreno.
También se presentan los Carnavales en temblador.

## Sitios de interés y turismo

### Río Morichal Largo
Está formado por planicies deltaicas y bosques de galerías que bordean sus márgenes.
La especie vegetal predominante en esta selva húmeda es el árbol de moriche, cuyas raíces penetran profundamente hasta alcanzar las reservas subterráneas de agua, dando origen a los manantiales que alimentan el caudal de los ríos de la región. Las aguas que brotan de esos manantiales se deslizan por entre las tupidas malezas que invade al cauce de ambas márgenes, de tal modo que en la mayoría de los casos, es por esto que los Morichales son recursos de aguas vivas.
Este río es caracterizado por su cauce permanente, navegable todo el año con una media de 30-40 de ancho por 5.50 de profundidad, presentando coloraciones superficiales variables desde marrón claro, verde oscuro y casi negro con matices de azul según la incidencia de la luz y el reflejo de la vegetación en sus aguas. Este río es el principal en términos ecoturísticos y por la longitud del mismo que sobrepasan los 200 km hasta llegar al caño Mánamo donde desemboca.

### Balneario Río Selva
Espectacular balneario natural de aguas cristalinas surtido por las aguas de los ríos Tabasca y Uracoa. Ubicado en la población de Tabasca, cuenta con instalaciones de alojamiento (12 habitaciones), baños, aire acondicionado, restaurante, piscina con agua natural de morichales, kioscos con parrilleras y vestidores.

También ofrece otras opciones de esparcimiento como los balnearios de Paso Nuevo y El Malecón.

## Política y gobierno

### Alcaldes
| Período                            | Alcalde             | Partido político / Alianza | % de votos | Notas |
| ---------------------------------- | ------------------- | -------------------------- | ---------- | --- |
| 1989 - 1992                        | José Gregorio Ochoa | AD                         | 44,57      | Primer alcalde bajo elecciones directas |
| 1992 - 1995                        | Carlos Noel Francci | Copei                      | 45,40      | Segundo alcalde bajo elecciones directas |
| 1995 - 2000                        | César Lugo Mata     | AD                         | -          | Tercer alcalde bajo elecciones directas (se realizaron elecciones generales adelantadas en el 2000 debido a la aprobación de la Constitución de 1999) |
| 2000 - 2004                        | César Lugo Mata     | AD                         | 46,23      | Reelecto |
| 2004 - 2008                        | David Ylarraza      | MVR                        | 55,18      | Cuarto alcalde bajo elecciones directas |
| 2008 - 2013                        | José Figuera        | PSUV                       | 59,61      | Quinto alcalde bajo elecciones directas (se postergan 1 año las elecciones municipales pautadas para finales del 2012)                                |
| 2013 - 2017                        | José Figuera        | PSUV                       | 58,94      | Reelecto |
| 2017                               | Régulo Reina        | PCV                        | -          | Electo, pero no pudo asumir el cargo |
| 2017                               | Miguel Presilla     |                            | 62,60      | Sexto alcalde bajo elecciones directas (No se juramentó en su cargo).                                                                                 |
| 2017 - 2021                        | Carlos Requena      | PSUV                       | -          | (Alcalde encargado que asumió el cargo temporal hasta tiempo indefinido, según acuerdo de cámara municipal)                                           |
| 2021 - 2025                        | Carlos Requena      | PSUV                       | 42,30      | Séptimo alcalde bajo elecciones directas |
| Fuente: Consejo Nacional Electoral |                     |                            |            | |

La aparente inexistencia de este “permiso” generó un vacío de poder y descontento en la población al no poder el Alcalde chavista, electo por el poder popular no pudiera asumir funciones, donde previsto al reglamento debe el presidente de la Cámara Municipal tomar el cargo de burgomaestre provisionalmente hasta resolver la diatriba o convocar nuevas elecciones, por lo que Carlos Requena Ávila (Presidente de este cuerpo, en el momento histórico) asumió como Alcalde encargado recibiendo la banda de manos del Pastor, Alcalde saliente José Figuera y otras personalidades regionales en el sitio. Cabe destacar que desde el 9 de diciembre del año 2018 el Sr. Requena Ávila ya no participa como concejal del municipio al no haber hecho candidatura en la contienda, por lo cual permanece en el cargo hasta tiempo indefinido, según “la cámara municipal” como persona común, dicha sesión para realizar este acuerdo no contó con la presencia de ninguno de los miembros del Partido Comunista de Venezuela tal como lo arroja el Consejo Nacional Electoral electos de este sufragio, salvo algunos que cambiaron de ideología y con la venia del Poder Regional autorizaron al Sr. Requena Ávila asumir funciones del poder Municipal de manera indefinida. Este hecho ha marcado un antes y un después de la vida política en el Municipio Libertador.

### Concejo municipal
Periodo 2021 - 2025
| Concejales           | Partido político / Alianza |
| -------------------- | -------------------------- |
| Pedro González       | PSUV                       |
| Elizabeth Gómez      | PSUV                       |
| Edithson Monasterios | PSUV                       |
| Arelis Montilla      | PSUV                       |
| Dalmiry Azolay       | PCV                        |
| Kevin Cabral         | PCV                        |
| Armando Marín        | (Representación Indígena)  |